# The Beginning (álbum de JYJ)
The Beginning é o primeiro álbum de estúdio do grupo pop sul-coreano JYJ, formado por três dos cinco membros originais do TVXQ. É o primeiro lançamento do grupo em inglês, após o seu EP em japonês The.... Foi lançado em 14 de outubro de 2010 através da Warner.

## Lista de faixas
| N.º            | Título                                    | Letras                         | Música                                             | Duração |  |
| 1.             | "Intro"                                   |                                | Brian Kim, BJD                                     | 0:47    |  |
| 2.             | "Ayyy Girl" (com Kanye West, Malik Yusef) | Kyoko Hamler, P. Phenom, Yusef | Warren Jag, Hamler, Phenom, West, Yusef, Jae Chong | 4:31    |  |
| 3.             | "Empty"                                   | L. Daniels, Hamler, T. Parker  | Rodney Jerkins                                     | 3:35    |  |
| 4.             | "Be My Babe/Be My Girl"                   | Daniels, Hamler, Parker        | Jerkins                                            | 3:16    |  |
| 5.             | "Still in Love"                           | Hamler                         | Hero JaeJoong                                      | 4:22    |  |
| 6.             | "I Love You" (com Flowsik)                | Hamler, Flowsik                | Micky Yoochun                                      | 4:54    |  |
| 7.             | "I Can Soar"                              | Hamler                         | Xiah JunSu                                         | 4:40    |  |
| 8.             | "Be the One"                              | Jae Chong, Hamler              | Jae Chong                                          | 3:11    |  |
| Duração total: | Duração total:                            | Duração total:                 | Duração total:                                     | 29:16   |  |

| Faixa bônus da edição estadunidense |                           |         |  |
| N.º                                 | Título                    | Duração |  |
| 9.                                  | "Empty (remix de DJ Eon)" | 4:00    |  |
| Duração total:                      | Duração total:            | 33:16   |  |

| Faixas bônus da edição limitada coreana |                                 |         |  |
| N.º                                     | Título                          | Duração |  |
| 9.                                      | "Ayyy Girl (remix de S. Tiger)" | 4:03    |  |
| 10.                                     | "Empty (remix de DJ Eon)"       | 4:00    |  |
| Duração total:                          | Duração total:                  | 34:19   |  |

| Faixas bônus da edição especial coreana |                                 |         |  |
| N.º                                     | Título                          | Duração |  |
| 9.                                      | "Ayyy Girl (remix de S. Tiger)" | 4:03    |  |
| 10.                                     | "Empty (remix de DJ Eon)"       | 4:00    |  |
| 11.                                     | "Be My Girl (remix de DJ Eon)"  | 4:00    |  |
| Duração total:                          | Duração total:                  | 41:19   |  |

## Desempenho nas paradas musicais

### Posições semanais
| Parada musical (2010)            | Melhor posição |
| -------------------------------- | -------------- |
| Coreia do Sul (Gaon Album Chart) | 1              |
| Japão (Oricon Albums Chart)      | 11             |

## Histórico de lançamento
| País           | Data                   | Formato              | Gravadora | Ref.  |
| -------------- | ---------------------- | -------------------- | --------- | ----- |
| Coreia do Sul  | 14 de outubro de 2010  | CD, download digital | Warner    | [ 3 ] |
| Coreia do Sul  | 18 de outubro de 2010  | CD deluxe            | Warner    | [ 4 ] |
| Estados Unidos | 16 de novembro de 2010 | Download digital     | Show Shop | [ 5 ] |
| Coreia do Sul  | 22 de novembro de 2010 | CD relançado         | Warner    | [ 6 ] |

### Precessão e sucessão
| Precedido por Still 2:00PM por 2PM       | Álbum número um semanal na Gaon Album Chart 23 de outubro de 2010 | Sucedido por Hoot por Girls' Generation |
| Precedido por Hoot por Girls' Generation | Álbum número um mensal na Gaon Album Chart Novembro de 2010       | Sucedido por GD&TOP por GD&TOP          |